# 170 Maria
A 170 Maria a Naprendszer kisbolygóövében található aszteroida. Henri Joseph Anastase Perrotin fedezte fel 1877. január 10-én.